# Athyrium erythropodum
Athyrium erythropodum là một loài thực vật có mạch trong họ Woodsiaceae. Loài này được Hayata miêu tả khoa học đầu tiên năm 1914.